# Kettes szánkó az 1972. évi téli olimpiai játékokon
Az 1972. évi téli olimpiai játékokon a szánkó kettes versenyszámát február 10-én rendezték. Az élen holtverseny született. Az aranyérmet az olasz Paul Hildgartner, Walter Plaikner és a keletnémet Horst Hörnlein–Reinhard Bredow-páros nyerte meg. A versenyszámban nem vett részt magyar páros.

## Eredmények
A verseny két futamból állt. A két futam időeredményének összessége határozta meg a végső sorrendet. Az időeredmények másodpercben értendők. A futamok legjobb időeredményei vastagbetűvel olvashatóak.
| Helyezés | Csapat                                                                | 1.    | 2.    | Össz.   |
| -------- | --------------------------------------------------------------------- | ----- | ----- | ------- |
| Arany    | Olaszország (ITA)-1 · Paul Hildgartner · Walter Plaikner              | 44,21 | 44,14 | 1:28,35 |
| Arany    | NDK (GDR)-1 · Horst Hörnlein · Reinhard Bredow                        | 44,27 | 44,08 | 1:28,35 |
| Bronz    | NDK (GDR)-2 · Klaus-Michael Bonsack · Wolfram Fiedler                 | 44,69 | 44,47 | 1:29,16 |
| 4.       | Japán (JPN)-1 · Arai Szatoru · Kobajasi Maszatosi                     | 44,73 | 44,90 | 1:29,63 |
| 5.       | NSZK (FRG)-1 · Hans Brandner · Balthasar Schwarm                      | 44,86 | 44,80 | 1:29,66 |
| 5.       | Lengyelország (POL)-1 · Mirosław Więckowski · Wojciech Kublik         | 44,88 | 44,78 | 1:29,66 |
| 7.       | Ausztria (AUT)-1 · Manfred Schmid · Ewald Walch                       | 44,92 | 44,83 | 1:29,75 |
| 8.       | Olaszország (ITA)-2 · Sigisfredo Mair · Ernesto Mair                  | 45,22 | 45,04 | 1:30,26 |
| 9.       | Ausztria (AUT)-2 · Rudolf Schmid · Franz Schachner                    | 45,37 | 45,31 | 1:30,68 |
| 9.       | Lengyelország (POL)-2 · Lucjan Kudzia · Ryszard Gawior                | 45,28 | 45,40 | 1:30,68 |
| 11.      | NSZK (FRG)-2 · Stefan Hölzlwimmer · Hans Wimmer                       | 45,61 | 45,31 | 1:30,92 |
| 12.      | Szovjetunió (URS)-1 · Jurij Szvetyikov · Szergej Oszipov              | 45,64 | 45,48 | 1:31,12 |
| 13.      | Szovjetunió (URS)-2 · Jurij Jegorov · Viktor Iljin                    | 45,66 | 45,53 | 1:31,19 |
| 14.      | Norvégia (NOR) · Christian Strøm · Stephen Sinding                    | 45,81 | 46,25 | 1:32,06 |
| 15.      | Egyesült Államok (USA)-1 · Jack Elder · Frank Jones                   | 46,48 | 46,11 | 1:32,59 |
| 16.      | Kanada (CAN) · Larry Arbuthnot · Doug Hansen                          | 46,47 | 46,22 | 1:32,69 |
| 17.      | Egyesült Államok (USA)-2 · Robert Berkley · Richard Cavanaugh         | 46,58 | 46,59 | 1:33,17 |
| 18.      | Japán (JPN)-2 · Egucsi Maszako · Icsikava Kazuaki                     | 46,93 | 46,63 | 1:33,56 |
| 19.      | Nagy-Britannia (GBR)-1 · Stephen Marsh · Jonnie Woodall               | 46,77 | 47,05 | 1:33,82 |
| 20.      | Nagy-Britannia (GBR)-2 · Michel de Carvalho · Jeremy Palmer-Tomkinson | 47,09 | 47,50 | 1:34,59 |